# Цвиклиньская, Мечислава
Мечислава Цвиклиньская (пол. Mieczysława Ćwiklińska (настоящее имя и фамилия — Мечислава Трапшо); 1 января 1879, Люблин — 28 июля 1972, Варшава) — польская артистка театра и кино, певица.

## Биография
Родилась в театральной семье. Дебютировала на сцене варшавского «Театра Людового» в 1900 году в пьесе М. Балуцкого «Grube ryby».
Выступала в опереточных и оперных ролях в театрах Варшавы, Лодзи, Киева, Минска, Житомира, Москвы, Санкт-Петербурга, Берлина и Дрездена.
Обладала звучным сопрано, училась петь у Рыбачковa в Варшаве. В марте 1907 г. отправилась в Париж, где в 1907-1908 г. совершенствовала голос у профессора Джулиани. В 1911 году  вновь ездила учиться пению в Париж, где до 1914 года под руководством Решке работала над оперным репертуаром. Во время первой мировой войны проживала в Париже и выступала на сценах французской столицы.
В декабре 1916 года она переехала в Дьеп, а оттуда в Лондон. Через Норвегию, Швецию и Финляндию в январе 1917 г. приехал в Петроград и позже в Москву. В октябре 1918 года  вернулась в Варшаву. В начале 1920-х годов — примадонна польской оперетты.
Во время Второй Мировой войны жила в Кракове.
Сниматься в кино начала в зрелом возрасте, в 54 года. Первая роль была сыграна Цвиклиньской в 1933 г. в фильме «Jego ekscelencja subiekt».
В кино играла преимущественно хара́ктерные и комедийные роли.
Умерла в Варшаве и была похоронена на Аллее заслуженных поляков на кладбище Старые Повонзки.
Её тётка — актриса Текла Трапшо.

## Роли в кино
1933
- Его превосходительство субъект / Jego ekscelencja subiekt

1934
- Разве Люцина девушка? / Czy Lucyna to dziewczyna?

1935
- Антек-полицмейстер / Antek policmajster
- Барышня из спецвагона / Panienka z poste restante
- Wacuś

1936
- Amerykańska awantura
- Додек на фронте
- Ядзя / Jadzia
- Пан Твардовский / Pan Twardowski
- Страшный двор / Straszny dwór
- Trędowata

1937
- Извозчик № 13 / Dorożkarz nr 13
- Dyplomatyczna żona
- Dziewczęta z Nowolipek
- Ordynat Michorowski
- Господин редактор безумствует / Pan redaktor szaleje
- Госпожа Министр танцует / Pani minister tańczy
- Знахарь / Znachor

1938
- Вторая молодость / Druga młodość
- Gehenna
- Granica
- Профессор Вильчур / Profesor Wilczur
- Роберт и Бертран / Robert i Bertrand
- Strachy
- Sygnały
- Вереск / Wrzos

1939
- Белый негр / Biały Murzyn
- Доктор Мурек / Doktór Murek
- Руковожу здесь я / Ja tu rządzę
- Kłamstwo Krystyny
- Сквозь слёзы счастья
- Завещание профессора Вильчура / Testament profesora Wilczura
- U kresu drogi
- Złota Maska
- Солдат королевы Мадагаскара / Żołnierz królowej Madagaskaru
- Żona i nie żona

1948
- Пограничная улица

## Награды
- «Золотые Академические лавры» Польской Академии Литературы (1937) — за достижения в распространении популярности польской драматической литературы
- Орден «Знамя Труда» 2 степени (1949)
- Орден «Знамя Труда» 1 степени (1959)